# سليمان بن فتاح باشا
سليمان بك بن فتاح باشا بن سليمان البغدادي، وكان والده من كبار رجال الدولة العثمانية، المعروفين في الميادين الادارية والعسكرية، وصاحب معمل فتاح باشا للبطانيات الصوف والسجاد والاقمشة، في بغداد، ومن عائلة تركمانية معروفة، يرجع أصلها إلى قرية تسعين في كركوك، ثم سكن بغداد.
ولد سليمان في بغداد عام 1309هـ/1891م، ودرس في المدرسة الحربية في إسطنبول، وخدم ضابطا في جيش الدولة العثمانية، ثم رجع إلى بغداد في عام 1921م، وبعد نهاية حكم الدولة العثمانية، وسقوط بغداد تحت حكم الانتداب البريطاني وقيام المملكة العراقية، التحق بالجيش العراقي المؤسس حديثا، ومنح رتبة نقيب، وعين مرافقاً لوزير الدفاع وبعدها عين معاون آمر المدرسة العسكرية، وأوفد لأجل الأشتراك في دورة عسكرية في الهند، ورفع في رتبته عام 1928م، إلى رتبة مقدم، وكان بعد ذلك نائبا عن لواء كركوك عام 1930م، وأعيد انتخابه عام 1934م، ثم عين نائب عن لواء اربيل 1934م، فأعيد نائب عن لواء كركوك مرة أخرى عام 1935م، وعام 1943م وعام1947م.

## وفاته
توفي سليمان بك في لندن في شهر ذو الحجة 1379هـ/ حزيران 1960م، ونقل جثمانه إلى العراق ودفن في مقبرة عائلته في جامع فتاح باشا، في الكاظمية، ودفن داخل غرفة فيها قبري أمه وأبيه وكتب أسمه على قبره: (سليمان فتاح باشا بن سليمان).